# Vorsicht
Vorsicht bezeichnet die Fähigkeit, Gefahren zu erkennen und gefahrenträchtige Situationen durch geeignete Verhaltensweisen zu vermeiden.
In den meisten Fällen gilt die Vorsicht als Tugend, kann aber (wie fast alle menschlichen Eigenschaften) auch eine Kehrseite besitzen. So tendiert übertriebene Vorsicht zur Ängstlichkeit, zur Unentschlossenheit oder zum Wankelmut, während mangelnde Vorsicht zu Leichtsinn führen kann.
Fälschlich wird oft Mut als Gegenteil vorsichtigen Verhaltens gesehen, ist jedoch im Idealfall mit Besonnenheit verknüpft.
Erich Fried beschreibt in seinem Gedicht Was es ist die Vorsicht als ein begrenzendes Element der Liebe, in einer Reihe mit Angst  oder Stolz.

## Rechtlich zumutbare
Die Rechtssysteme Mitteleuropas sprechen – beispielsweise zum Thema Arglist und Betrug – von einer "zumutbaren Vorsicht", bei deren Fehlen das Strafrecht keinen Schutz gewährt; jener des Zivilrechts bleibt davon unbenommen. Das Schweizer BGE 72 formuliert diesen Grundsatz mit den Worten „... wer sich mit einem Mindestmass an Aufmerksamkeit selbst hätte schützen“ bzw. „den Irrtum durch ein Minimum an zumutbarer Vorsicht hätte vermeiden können“.
Als Zuruf bedeutet "Vorsicht" die Warnung vor einer Gefahr und soll die Aufmerksamkeit der gewarnten Person erhöhen.

## Filme, Fernsehserien, Theater
- Filme: Vorsicht Nachbarn (US-Komödie 1994), Vorsicht Sehnsucht (Frankreich 1996), Vorsicht Mr. Dodd! (Heinz Rühmann 1964), Girls Club – Vorsicht bissig! (US-Komödie 2004), Vorsicht Schwiegermutter! (deutsche Komödie 2005), Vorsicht, Autodieb! (Russland 1966)
- Fernsehen: Vorsicht, Musik (ZDF-Sendung 1982–84), Vorsicht Falle! (ZDF 1964–1997, Warnung vor Trickbetrügern)
- Theater: Vorsicht, Trinkwasser! (US-Komödie, Woody Allen 1966)
- Musik: Vorsicht, Stufe! (Album des deutschen Rappers F.R., 2008)

## Redewendungen
- Leichtsinn: Alle Vorsicht außer Acht lassen
- Skepsis: hier ist (äußerste) Vorsicht geboten (oder: mit Vorsicht zu genießen)
- Vorsorge: ich nehme zur Vorsicht (sicherheitshalber) eine Tablette
- Sprüche: Vorsicht ist die Mutter der Weisheit (ugs.: ...der Porzellankiste)

Vorsicht ist besser als Nachsicht
- Warnende Aufschriften: Vorsicht Glas, Vorsicht bissiger Hund